# GP2 Asia Series seizoen 2009-2010
Het GP2 Asia-seizoen 2009-2010 is het derde seizoen van deze klasse. Regerend kampioen Kamui Kobayashi, die door een goede prestatie bij Toyota F1 een vaste aanstelling verdiende bij Sauber in 2010, verdedigt zijn titel niet. Op 27 februari pakte de Italiaan Davide Valsecchi, uitkomend voor iSport International, met nog twee races te gaan de titel.

## Teams en coureurs
| Team                    | Nr. | Coureur              | Ronde  |
| ----------------------- | --- | -------------------- | ------ |
| DAMS                    | 1   | Christian Vietoris   | Alle   |
| DAMS                    | 2   | Edoardo Piscopo      | Alle   |
| Piquet GP Rapax Racing  | 3   | Vladimir Arabadzhiev | Alle   |
| Piquet GP Rapax Racing  | 4   | Daniel Zampieri      | 1–3    |
| Piquet GP Rapax Racing  | 4   | Luiz Razia           | 4      |
| Barwa Addax Team        | 5   | Max Chilton          | 1, 3-4 |
| Barwa Addax Team        | 5   | Giedo van der Garde  | 2      |
| Barwa Addax Team        | 6   | Luiz Razia           | 1      |
| Barwa Addax Team        | 6   | Sergio Pérez         | 2-3    |
| Barwa Addax Team        | 6   | Rodolfo González     | 4      |
| ART Grand Prix          | 7   | Marcus Ericsson      | 1      |
| ART Grand Prix          | 7   | Jules Bianchi        | 2-4    |
| ART Grand Prix          | 8   | Sam Bird             | Alle   |
| Arden International     | 11  | Charles Pic          | Alle   |
| Arden International     | 12  | Rodolfo González     | 1      |
| Arden International     | 12  | Javier Villa         | 2-4    |
| Super Nova              | 14  | James Jakes          | 1      |
| Super Nova              | 14  | Marcus Ericsson      | 2      |
| Super Nova              | 14  | Jake Rosenzweig      | 3-4    |
| Super Nova              | 15  | Josef Král           | Alle   |
| iSport International    | 16  | Oliver Turvey        | Alle   |
| iSport International    | 17  | Davide Valsecchi     | Alle   |
| Trident Racing          | 18  | Johnny Cecotto jr.   | 1      |
| Trident Racing          | 18  | Dani Clos            | 2, 4   |
| Trident Racing          | 18  | Adrian Zaugg         | 3      |
| Trident Racing          | 19  | Plamen Kralev        | Alle   |
| MalaysiaQi-Meritus.com  | 20  | Luca Filippi         | Alle   |
| MalaysiaQi-Meritus.com  | 21  | Diego Nunes          | 1      |
| MalaysiaQi-Meritus.com  | 21  | Alexander Rossi      | 2-4    |
| Ocean Racing Technology | 22  | Alexander Rossi      | 1      |
| Ocean Racing Technology | 22  | Max Chilton          | 2      |
| Ocean Racing Technology | 22  | Yelmer Buurman       | 3-4    |
| Ocean Racing Technology | 23  | Fabio Leimer         | Alle   |
| Scuderia Coloni         | 24  | Roldán Rodríguez     | 1      |
| Scuderia Coloni         | 24  | Alberto Valerio      | 2      |
| Scuderia Coloni         | 24  | Álvaro Parente       | 3-4    |
| Scuderia Coloni         | 25  | Will Bratt           | Alle   |
| DPR                     | 26  | Michael Herck        | Alle   |
| DPR                     | 27  | Giacomo Ricci        | Alle   |

De startnummers 9 en 10 zijn niet toegekend.

## Kalender
| Circuit                       | Land                         | Weekend                      |
| ----------------------------- | ---------------------------- | ---------------------------- |
| Yas Marina Circuit            | Verenigde Arabische Emiraten | 31 oktober - 1 november 2009 |
| Yas Marina Circuit            | Verenigde Arabische Emiraten | 5 - 6 februari 2010          |
| Bahrein International Circuit | Bahrein                      | 26 - 27 februari 2010        |
| Bahrein International Circuit | Bahrein                      | 13 - 14 maart 2010           |

## Resultaten
| Ronde | Ronde | Circuit                       | Land      | Pole Position    | Snelste ronde    | Winnaar            | Winnend team         |
| ----- | ----- | ----------------------------- | --------- | ---------------- | ---------------- | ------------------ | -------------------- |
| 1     | R1    | Yas Marina Circuit            | Abu Dhabi | Davide Valsecchi | Davide Valsecchi | Davide Valsecchi   | iSport International |
| 1     | R2    | Yas Marina Circuit            | Abu Dhabi |                  | Davide Valsecchi | Christian Vietoris | DAMS                 |
| 2     | R1    | Yas Marina Circuit            | Abu Dhabi | Charles Pic      | Davide Valsecchi | Oliver Turvey      | iSport International |
| 2     | R2    | Yas Marina Circuit            | Abu Dhabi |                  | Davide Valsecchi | Davide Valsecchi   | iSport International |
| 3     | R1    | Bahrein International Circuit | Bahrein   | Jules Bianchi    | Javier Villa     | Davide Valsecchi   | iSport International |
| 3     | R2    | Bahrein International Circuit | Bahrein   |                  | Giacomo Ricci    | Charles Pic        | Arden International  |
| 4     | R1    | Bahrein International Circuit | Bahrein   | Luca Filippi     | Luca Filippi     | Luca Filippi       | Team Meritus         |
| 4     | R2    | Bahrein International Circuit | Bahrein   |                  | Sam Bird         | Giacomo Ricci      | David Price Racing   |

## Kampioenschap

### Rijders
| Pos | Rijder               | R1  | R2  | R3  | R4  | R5  | R6  | R7  | R8  | Punten |
| --- | -------------------- | --- | --- | --- | --- | --- | --- | --- | --- | ------ |
| 1   | Davide Valsecchi     | 1   | 2   | 2   | 1   | 1   | 20  | 2   | 4   | 56     |
| 2   | Luca Filippi         | 2   | 8   | 14† | 17  | 2   | 18  | 1   | 8   | 29     |
| 3   | Giacomo Ricci        | DNF | DNF | 5   | 3   | 4   | 2   | 5   | 1   | 29     |
| 4   | Javier Villa         |     |     | 4   | 11  | 3   | 3   | 7   | 6   | 19     |
| 5   | Charles Pic          | DNF | 15  | 10  | 8   | 5   | 1   | 3   | 19  | 18     |
| 6   | Oliver Turvey        | 8   | 4   | 1   | 5   | 9   | 6   | 9   | 11  | 17     |
| 7   | Sam Bird             | 18† | 18  | DNF | DNF | 13  | 4   | 6   | 2   | 12     |
| 8   | Álvaro Parente       |     |     |     |     | 6   | DNF | 4   | 3   | 12     |
| 9   | Alexander Rossi      | 4   | 5   | 6   | 9   | DNF | DNF | 11  | 5   | 12     |
| 10  | Christian Vietoris   | 6   | 1   | DNF | 14  | 14  | 9   | DNF | 14  | 9      |
| 11  | Josef Král           | 5   | 3   | 9   | DNF | 21  | 11  | 16  | 10  | 8      |
| 12  | Jules Bianchi        |     |     | 3   | 7   | 10  | DNQ | 10  | DNF | 8      |
| 13  | Michael Herck        | 13  | 9   | 7   | 2   | 23  | 13  | 18  | DNF | 7      |
| 14  | James Jakes          | 3   | 10  |     |     |     |     |     |     | 6      |
| 15  | Sergio Pérez         |     |     | 12  | 4   | 7   | 17  |     |     | 5      |
| 16  | Edoardo Piscopo      | 9   | 7   | DNF | 16  | 15  | 5   | 8   | DNS | 3      |
| 17  | Johnny Cecotto jr.   | 7   | 6   |     |     |     |     |     |     | 3      |
| 18  | Max Chilton          | 16  | 17  | 8   | 6   | 18  | 12  | 19† | 15  | 2      |
| 19  | Adrian Zaugg         |     |     |     |     | 8   | 19  |     |     | 1      |
| 20  | Vladimir Arabadzhiev | DNF | DNF | 13  | 10  | 17  | 7   | 12  | 9   | 0      |
| 21  | Yelmer Buurman       |     |     |     |     | 12  | 10  | 13  | 7   | 0      |
| 22  | Daniel Zampieri      | 15  | DNF | DNF | 15  | 11  | 8   |     |     | 0      |
| 23  | Roldán Rodríguez     | 10  | 14  |     |     |     |     |     |     | 0      |
| 24  | Marcus Ericsson      | 11  | 12  | 17† | 12  |     |     |     |     | 0      |
| 25  | Will Bratt           | 12  | Ret | 11  | 21† | 16  | DNF | 15  | 16  | 0      |
| 26  | Luiz Razia           | DNF | 11  |     |     |     |     | DNF | 13  | 0      |
| 27  | Dani Clos            |     |     | DNF | 13  |     |     | 14  | 12  | 0      |
| 28  | Diego Nunes          | DNF | 13  |     |     |     |     |     |     | 0      |
| 29  | Rodolfo González     | 14  | 16  |     |     |     |     | DNF | DNF | 0      |
| 30  | Jake Rosenzweig      |     |     |     |     | 19  | 14  | 17  | 17  | 0      |
| 31  | Fabio Leimer         | 17  | DNF | DNF | DNF | 20  | 15  | DNF | DNF | 0      |
| 32  | Alberto Valerio      |     |     | 15  | 18  |     |     |     |     | 0      |
| 33  | Plamen Kralev        | DNF | DNF | 16  | 20  | 22  | 16  | DNF | 18  | 0      |
| 34  | Giedo van der Garde  |     |     | DNF | 19  |     |     |     |     | 0      |

- DNF = (Did Not Finish) niet gefinisht
- DSQ = (DiSQualified) gediskwalificeerd

### Teams
| Pos | Team                    | Startnumer | R1  | R2  | R3  | R4  | R5  | R6  | R7  | R8  | Punten |
| --- | ----------------------- | ---------- | --- | --- | --- | --- | --- | --- | --- | --- | ------ |
| 1   | iSport International    | 16         | 8   | 4   | 1   | 5   | 9   | 6   | 9   | 11  | 73     |
| 1   | iSport International    | 17         | 1   | 2   | 2   | 1   | 1   | 20  | 2   | 4   | 73     |
| 2   | Arden International     | 11         | DNF | 15  | 10  | 8   | 5   | 1   | 3   | 19  | 37     |
| 2   | Arden International     | 12         | 14  | 16  | 4   | 11  | 3   | 3   | 7   | 6   | 37     |
| 3   | David Price Racing      | 26         | 13  | 9   | 7   | 2   | 23  | 13  | 18  | DNF | 36     |
| 3   | David Price Racing      | 27         | DNF | DNf | 5   | 3   | 4   | 2   | 5   | 1   | 36     |
| 4   | MalaysiaQi-Meritus.com  | 20         | 2   | 8   | 14† | 17  | 2   | 18  | 1   | 8   | 34     |
| 4   | MalaysiaQi-Meritus.com  | 21         | DNF | 13  | 6   | 9   | DNF | DNF | 11  | 5   | 34     |
| 5   | ART Grand Prix          | 7          | 11  | 12  | 3   | 7   | 10  | DNQ | 10  | Ret | 20     |
| 5   | ART Grand Prix          | 8          | 18† | 18  | DNF | DNF | 13  | 4   | 6   | 2   | 20     |
| 6   | Super Nova Racing       | 14         | 3   | 10  | 17† | 12  | 19  | 14  | 17  | 17  | 14     |
| 6   | Super Nova Racing       | 15         | 5   | 3   | 9   | DNF | 21  | 11  | 16  | 10  | 14     |
| 7   | DAMS                    | 1          | 6   | 1   | DNF | 14  | 14  | 9   | DNF | 14  | 12     |
| 7   | DAMS                    | 2          | 9   | 7   | DNF | 16  | 15  | 5   | 8   | DNS | 12     |
| 8   | Scuderia Coloni         | 24         | 10  | 14  | 15  | 18  | 6   | DNF | 4   | 3   | 12     |
| 8   | Scuderia Coloni         | 25         | 12  | DNF | 11  | 21† | 16  | DNF | 15  | 16  | 12     |
| 9   | Ocean Racing Technology | 22         | 4   | 5   | 8   | 6   | 12  | 10  | 13  | 7   | 9      |
| 9   | Ocean Racing Technology | 23         | 17  | DNF | DNF | DNF | 20  | 15  | DNF | DNF | 9      |
| 10  | Barwa Addax Team        | 5          | 16  | 17  | DNF | 19  | 18  | 12  | 19† | 15  | 5      |
| 10  | Barwa Addax Team        | 6          | DNF | 11  | 12  | 4   | 7   | 17  | DNF | DNF | 5      |
| 11  | Trident Racing          | 18         | 7   | 6   | DNF | 13  | 8   | 19  | 14  | 12  | 4      |
| 11  | Trident Racing          | 19         | DNF | DNF | 16  | 20  | 22  | 16  | DNF | 18  | 4      |
| 12  | / Rapax Racing          | 3          | DNF | DNF | 13  | 10  | 17  | 7   | 12  | 9   | 0      |
| 12  | / Rapax Racing          | 4          | 15  | DNF | DNF | 15  | 11  | 8   | DNF | 13  | 0      |

- DNF = (Did Not Finish) niet gefinisht
- DSQ = (DiSQualified) gediskwalificeerd

GP2: 2005 · 2006 · 2007 · 2008 · 2009 · 2010 · 2011 · 2012 · 2013 · 2014 · 2015 · 2016 (Lijst van coureurs)

GP3: 2010 · 2011 · 2012 · 2013 · 2014 · 2015 · 2016 · 2017 · 2018 (Lijst van coureurs)

GP2 Asia: 2008 · 2008-2009 · 2009-2010 · 2011 (Lijst van coureurs)